# Vali Ionescu-Constantin

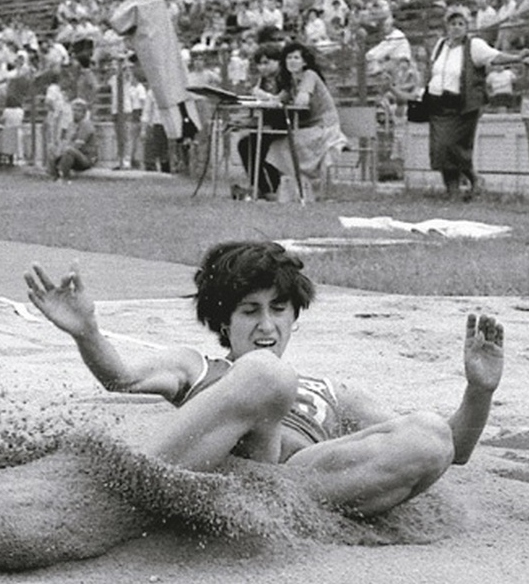
Vali Ionescu 1984

Vali Ionescu-Constantin (auch Valeria Ionescu; * 31. August 1960 in Turnu Măgurele) ist eine ehemalige rumänische Weitspringerin. 
Vali Ionescu gewann bei den Halleneuropameisterschaften 1982 hinter den beiden bundesdeutschen Sabine Everts und Karin Hänel die Bronzemedaille mit 6,52.
Am 1. August 1982 verbesserten Ionescu und ihre Landsfrau Anișoara Cușmir den Weltrekord im Weitsprung, der bis dahin bei 7,09 stand. Zuerst kam Cușmir auf 7,15, dann steigerte Ionescu auf 7,20. Damit waren die beiden Rumäninnen auch Favoritinnen für die Europameisterschaften, die Anfang September in Athen stattfand. Ionescu gewann mit 6,79 vor Cușmir mit 6,73. Dritte wurde die Russin Jelena Iwanowa mit ebenfalls 6,73. Vierte wurde mit 6,71 Heike Daute, die nach ihrer Heirat unter dem Namen Heike Drechsler Weitsprunggeschichte schreiben sollte.
Bei den Weltmeisterschaften  1983 schied Ionescu mit 6,62 als Neunte im Vorkampf aus. Weltmeisterin wurde Heike Daute vor Anișoara Cușmir.
Die Olympischen Spiele 1984 wurden vom Ostblock boykottiert, und so trat die mittlerweile verheiratete Heike Drechsler nicht an. Rumänien aber trat an und es gewann Anișoara Stanciu, wie Cușmir nun hieß, die ebenfalls geheiratet hatte, mit 6,96 vor Vali Ionescu mit 6,81. 
Bei den Europameisterschaften 1986 belegte Ionescu mit 6,81 noch einmal Platz 4.
Bei einer Körpergröße von 1,72 m betrug ihr Wettkampfgewicht 64 kg.